# Meczet Al-Aksa w Jerozolimie
Meczet Al-Aksa, Al-Masğid al-Aqsà (arab. ‏المسجد الأقصى‎) – jedna z najważniejszych świątyń muzułmańskich na świecie.
Meczet ten znajduje się w Jerozolimie na Wzgórzu Świątynnym (Al-Haram as-Sharif) – miejscu świętym zarówno dla wyznawców judaizmu, jak i muzułmanów (jest to trzecie najświętsze miejsce islamu po Mekce i Medynie).

## Historia
Meczet Al-Aksa został zbudowany wraz z Kopułą na Skale (Qubbat as-Sakhra) w latach 660–691 n.e. Obie budowle muzułmanie wznieśli na pamiątkę nocnej podróży proroka Mahometa do Tronu Bożego zwanej Isra, w którą, wedle tradycji, zabrał proroka archanioł Gabriel (Dżabra`il, Dżibril) i późniejszego wniebowstąpienia Miradż. Meczet Al-Aksa to największa świątynia w Palestynie, mieści do 30 000 wiernych.

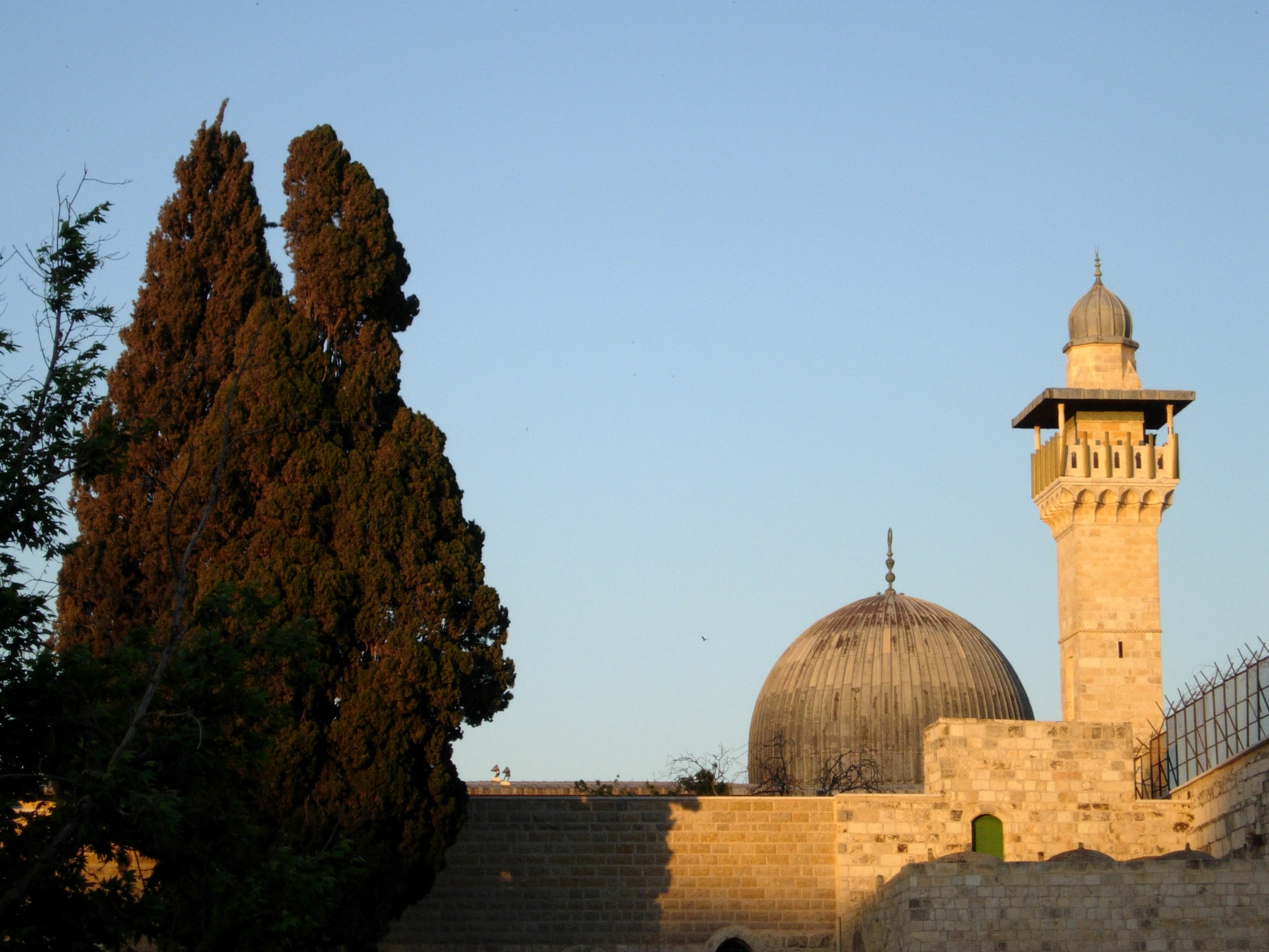
Meczet Al-Aksa w Jerozolimie

Niektórzy historycy architektury uważają, że meczet Al-Aksa ma typową budowę rzymskiej bazyliki i sugerują, że zbudowano go w 536 roku na rozkaz cesarza Justyniania jako kościół Świętej Marii. Arabowie nazywają zresztą dolinę Cedronu, która oddziela Wzgórze Świątynne od Góry Oliwnej doliną Naszej Pani Marii (Wadi Sitt Maryam). Niewykluczone jest więc, że to właśnie chrześcijanie po okresie ponad 450 lat od zburzenia Świątyni Jerozolimskiej znów uczynili Wzgórze Świątynne miejscem kultu. Po zdobyciu Jerozolimy przez chrześcijan w latach 1099-1187 służył jako siedziba zakonu templariuszy. Funkcję meczetu przywrócił mu ponownie wódz i polityk muzułmański Saladyn (1187).
Bazylikowy charakter meczetu Al-Aksa może też być wynikiem wzorowania się jego budowniczych na budowlach chrześcijańskich. W tym okresie architektura islamska nie była jeszcze wykształcona, a w budowie meczetu oraz Kopuły na Skale uczestniczyli bizantyjscy rzemieślnicy.
W 1951 w zamachu podczas wizyty w meczecie zginął król jordański Abdullah I. Zamachowiec usiłował także zabić jego wnuka, późniejszego króla Husajna, ale ten uszedł z życiem. W 1969 chrześcijański turysta Denis Michael Rohan podłożył ogień pod meczet. W pożarze przepadła mównica z drzewa cedrowego (minbar), dar sułtana Saladyna.
Od tego meczetu przyjęła miano druga intifada, nazwana intifadą Al-Aksa, czyli powstaniem w obronie najświętszego dla muzułmanów meczetu w Jerozolimie.
15 kwietnia 2019 roku, czyli tego samego wieczora, którego spłonął strop katedry Notre-Dame, w meczecie także wybuchł pożar. Ogień pojawił się w stróżowce przy dachu sali modlitwy Marwani. Został jednak szybko ugaszony, nie powodując w efekcie większych strat materialnych.